# 요한 볼프강 폰 괴테
요한 볼프강 폰 괴테(독일어: Johann Wolfgang von Goethe, 1749년 8월 28일~1832년 3월 22일)는 독일의 고전주의 성향 작가이자 철학자, 과학자이다. 바이마르 대공국에서 재상직을 지내기도 하였다.

## 생애
괴테는 1749년 8월 28일 독일 프랑크푸르트암마인에서 태어났다. 왕실고문관인 아버지 요한 카스파르 괴테와 프랑크푸르트암마인 시장의 딸인 어머니 카타리네 엘리자베트 텍스토르 사이에서 태어났다. 어려서부터 그리스어, 라틴어, 히브리어, 불어, 영어, 이탈리아어 등을 배웠고, 그리스 로마의 고전 문학과 성경을 읽었다. 그는 북독일계 아버지에게서 '체격과 근면한 생활 태도', 남독일계 어머니에게서 예술 사랑과 '이야기 짓는 흥미'를 이어받았다. 어린 나이에 신년시를 써서 조부모에게 선물할 정도로 문학적 재능을 타고났다. 라이프치히 대학에서 법학을 공부했고, 1767년에 첫 희곡 ‘연인의 변덕’을 썼다. 1770년 슈트라스부르크( 스트라스부르 ) 대학 재학 당시 호메로스, 오시안, 셰익스피어의 위대함에 눈을 떴으며, ‘질풍노도 운동 (Sturm und Drang)’의 계기를 마련했다. 그는 법률 사무소 견습생일 때 약혼자 있는 샤를로테 부프와 사랑에 빠지는데, 이때 체험을 소설로 옮긴 게 [젊은 베르테르의 슬픔](1774)이다. 그는 1775년 바이마르로 이주했으며, 이 도시를 문화의 중심지로 끌어올리는 데 결정적인 역할 했다. 행정가로 국정에 참여해 다양한 성과를 거두었고, 식물학, 해부학, 광물학, 지질학, 색채론 등 인간을 설명하는 모든 분야에 관심을 기울였다. 1786년 이탈리아 여행에서 고전주의 문학관을 확립했고, 1794년 실러를 만나 함께 독일 바이마르 고전주의를 꽃피웠다. 1796년에 대표적인 교양소설 [빌헬름 마이스터의 수업시대]를 썼다. 1805년 실러의 죽음으로 큰 충격에 빠지지만, 이후 창작 활동과 연구는 끊임이 없었고, [색채론](1810), [빌헬름 마이스터의 편력시대](1821), [이탈리아 기행』(1829) 등 완성했다. 스물네 살 구상하기 시작하여 생을 마감하기 바로 한 해 전에 완성한 역작 [파우스트]를 마지막으로 1832년 세상을 떠났다.
어려서 천재교육을 받았으며, 7년 전쟁 중 그의 고향이 프랑스군에게 점령되었을 때 프랑스 극과 회화에 관심을 기울였으며, 그레트헨과의 사랑(1763년~1764년)이 깨어진 후 16세 때 입학한 라이프치히 대학교에서 법학을 공부했다. 재학 중(1765년~1768년), 안나카타리나 쇤코프와 연애를 하였고, 이 체험을 통해 로코코풍의 시나 희곡을 발표하였는데 목가조의 희극 <애인의 변덕>, <공범자>가 그것이다. 분방한 생활로 병을 얻어 고향으로 돌아왔다. 귀향하여 요양 중(1768년~1770년), 수산네 폰 클레텐베르크(1723~1774)와의 교제를 통하여, 경건한 종교감정을 키웠으며, 또한 신비과학이나 연금술에 흥미를 기울였다. 회복 후, 1770년 스트라스부르 대학교에서 법률박사 학위를 얻었다. 그러던 중에 헤르더와 상봉해, 문학의 본질에 눈뜨고 성서, 민요, 호메로스, 셰익스피어 등에 친숙해졌다. 그의 영향으로 셰익스피어의 위대함을 알게 되고 당시 지배적이었던 프랑스 고전주의 미학에의 반발이 심해졌다.
제센하임의 목사의 딸인 프리데리케 브리온을 사랑하여 민요풍의 청신소박한 서정시를 지었고, 대승원의 건물을 보고 고딕 건축의 진가를 터득하기도 하였다?. 귀향후 변호사를 개업(1771년)하였으나, 관심은 오히려 문학에 쏠려 《괴츠 폰 베를린힝겐》(1773년)의 초고를 정리하고 다름슈타트의 요한 메르크(1741~1791)와 친교를 맺었다. 1772년 법률실습을 위해 베츨라어 고등법원으로 가게 되고 그곳에서 샤를로테 부프(1753~1828)를 알게 되었다. 프랑크푸르트로 돌아와, 슈투름 운트 드랑기의 대표작인 희곡 《괴츠 폰 베를린힝겐》 및 비극 《클라비고》, 비극 《슈텔라》와 소설 《젊은 베르테르의 슬픔》을 발표하여 작가적 지위를 확립했다.

### 초기 바이마르
1775년 4월 릴리 쇠네만과 약혼했지만 얼마 후 파혼하고, 당시 18세였던 작센바이마르아이제나흐 공 카를 아우구스트(de)에게 초청되어 11월 바이마르에 도착했다. 바이마르 시절 전기의 약 10년간(1775년~1786년)에는 정무를 담당하여 추밀참사관, 추밀고문관, 내각수반으로서 치적을 쌓는 한편 광물학·식물학·골상학·해부학 등의 연구에도 정진했다.

그 밖에 카를 아우구스트 공의 모후 아나 아말리아, 시인 크리스토프 빌란트, 고전적 교양미가 풍부한 폰 크네벨(de) 소령, 궁정가수 코로나 슈뢰터(de) 등 궁정 사람들과 밀접하게 친교했다.

괴테는 이런 정무나 사회 및 자연연구를 통하여 자연과 인생을 지배하는 법칙을 터득하고 자기 억제를 배우며 슈투름 운트 드랑적인 격정을 극복하여 점차 평정과 원숙의 도를 더해 갔는데, 이러한 과정에서 샤를로테 폰 슈타인(de) 부인에 의한 감화가 있었음을 지적해야 한다. 그녀는 우아하고 감성적인 일곱 아이의 어머니였으나, 괴테의 이상적인 여인상이었다. 부인에 대한 애정과 동경, 절도와 체념 등이 한 덩어리로 시인에게 내면적 평정을 주었다.
이 내적 변화를 그린 저술이 비극 《타우리스 섬의 이피게니(de)》(산문판 1779년), 《토르콰토 타소 (괴테)(de)》(작성: 1780. 3. 30.~1789. 7. 31.)와 서정시 <인간성의 한계> <신성(神性)> 등의 시 작품들이다.

### 이탈리아

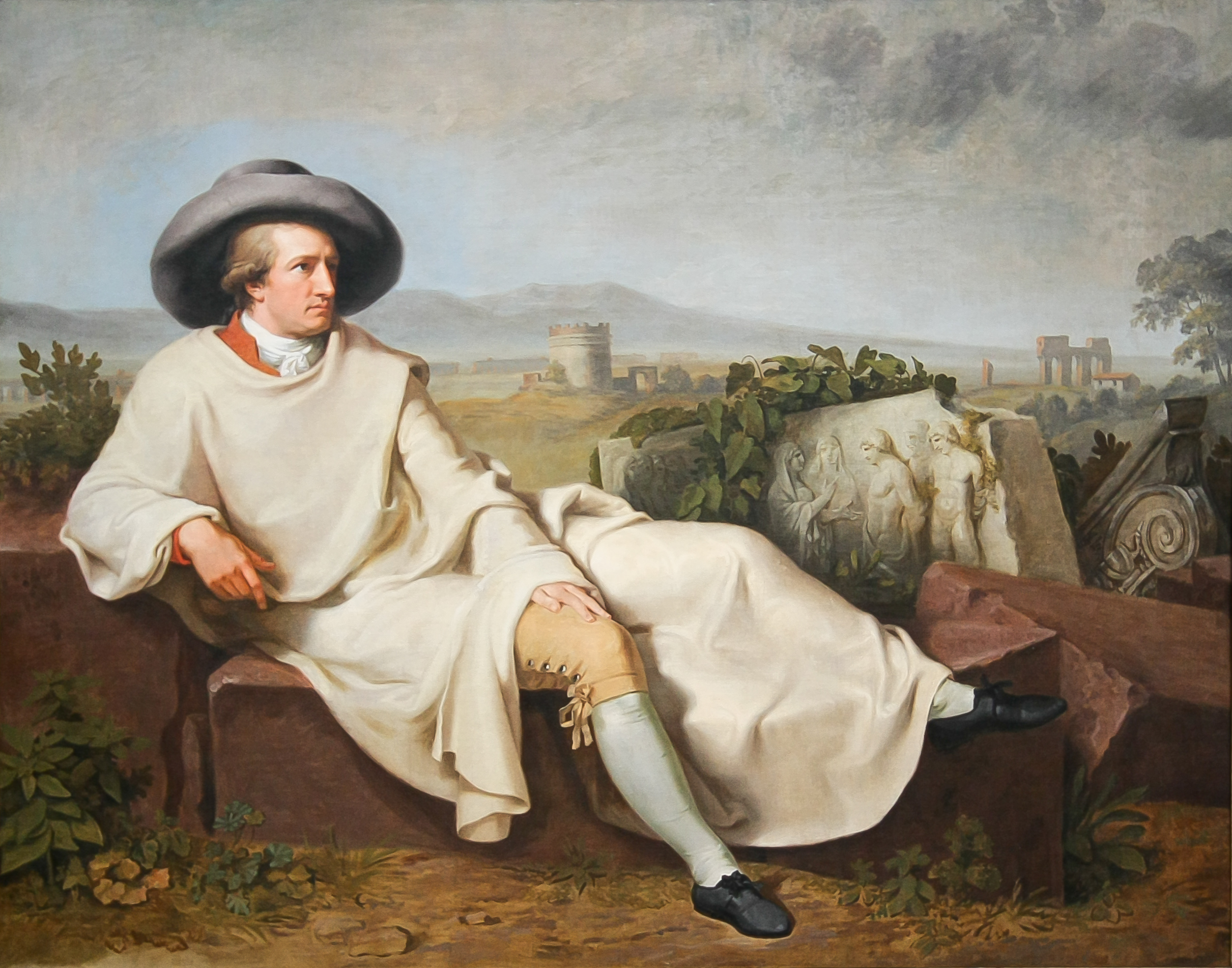
이탈리아 여행 중의 괴테,《캄파냐 로마나에 있는 괴테》, 티슈바인(Johann Heinrich Wilhelm Tischbein) 1787년 작

그러나 다른 한편 초기 바이마르의 이 10년간은 궁정생활의 중압으로 마음의 안정을 빼앗겨 정돈된 창작활동을 할 여유를 주지 않았으므로 1년반에 걸쳐서 이탈리아로(1786년~1788년) 여행을 떠났다. 이에 관해서는 후일 《이탈리아 기행》(1816)과 《제2차 로마 체재》(1829)에 자상하게 기술되어 있다. 이탈리아에서 괴테는 남국의 밝은 자연과 고미술에 접함으로써 고귀한 내용을 완성된 형식으로 표현하는 독일 고전주의 문학을 완성하기에 이르렀다. 《타우리스 섬의 이피게니》(운문판 1786년)와 《토르콰토 타소 》(최초출판: 1790년 2월)는 그의 대표작이며, 《에그몬트》(1787)는 슈투름 운트 드랑에서 고전주의로 옮겨가는 과도기의 작품이다.

### 바이마르
괴테는 1788년 6월 무렵에 독일로 귀국하여, 그해 7월에는 크리스티아네 폰 불피우스와 동거하여 1789년 12월 25일 장남 아우구스트를 낳았다. 그런데 1789년 7월 14일에 발발된 프랑스 혁명으로 괴테는 1792년에는 아우구스트 공을 따라 제1차 대프랑스 전쟁에 종군하여 발미 전투(1792년 9월)와 마인츠 포위전(1793년 4월~1793년 7월)에 참전했다.
그리고 그 직후 독일 문학사상 중요한 사건이 일어났는데 그것은 괴테와 실러의 상봉이었다. 1794년 7월말, 예나 자연과학 회의의 귀로에 종합적, 직관적인 괴테와 이념적, 분석적인 실러는, 괴테의 식물변형론을 통해 상호 이해하여, 1805년의 실러 별세 때까지 친교를 계속했다. 양자간에 교환된 서한은 독일 고전주의 문학의 가장 귀중한 자료로 되어 있다. 실러와 사귀는 동안에 저술된 주요작품에는 교양소설《빌헬름 마이스터의 수업시대》(1795/1796)와 서사시《헤르만과 도로테아》(1797)가 있다.
실러의 사후, 만년에 접어든 괴테는 《시와 진실》등 일련의 자서전을 저술하기 시작하는 한편, 이미 착수했던 창작의 완성에 힘썼다. 《친화력(親和力)》, 《빌헬름 마이스터의 편력시대》와 《파우스트》를 완성했고, 또한 《서동시집》(1819), 《마리엔바트의 애가》(1823)를 저술했다. 그의 만년에 관해서는 요한 페터 에커만(1792~1854)의 《괴테와의 대화》에 상술돼 있다.

## 업적
궁정극장의 감독으로서 경영·연출·배우 교육 등 전반에 걸쳐 활약했다. 1806년에 《파우스트》제1부를 완성했고 별세 1년전인 1831년에는 제2부를 완성했으며, 연극을 세계적 수준에 올려놓았다. 자연과학 분야에까지 방대한 업적을 남겼으며, 연극면에서는 셰익스피어 뿐만 아니라 프랑스의 고전작가들을 평가했고, 또한 그리스 고전극의 도입을 시도하였다.

## 종교
괴테는 루터교 가정에서 태어났지만 리스본 지진(1755)과 7년 전쟁(1756~1763)을 계기로 신앙에 회의를 가졌다. 1782년 괴테는 "난 반 기독교인이나 말뿐인 기독교인(un-christian)이 아니라 비 기독교인(non-christian)이다."라고 말했다.

## 작품
- 《젊은 베르테르의 슬픔》
- 《빌헬름 마이스터의 수업시대》
- 《빌헬름 마이스터의 편력시대》
- 《이탈리아 기행》
- 《파우스트》
- 《서동시집》
- 시 〈프로메테우스〉
- 연인의 변덕
- 공범자들
- 괴츠 폰 베를리힝겐
- 에르빈과 엘미레
- 클라비고
- 스텔라
- 에그몬트
- 흥분된 사람들
- 이피게니에
- 헤르만과 도로테아
- 사생아
- 색채론
- 시와 진실

## 같이 보기
- 독일 문화원(괴테 인스티투트)